# Román Pec
Román Pec (18?? - 1895), fue un caudillo maya, general cruzoob, nacido en Yucatán, México, que junto con otros encabezó a los rebeldes mayas en la última década del siglo XIX, durante la denominada guerra de Castas.

## La guerra de castas
Los indígenas mayas habían sido sometidos religiosa, cultural y físicamente a lo largo de los 300 años que siguieron a la conquista de Yucatán. En el siglo XIX, después de la independencia de Yucatán, existía aún un férreo control social en la península yucateca de todos los grupos sociales que no fueran españoles o criollos. Había algunas zonas de Yucatán, como en la región de Valladolid y en general en la zona oriental de la península de Yucatán, donde el control social se expresaba con mayor severidad.
La población criolla era la que más favorecía dicha estructura. La estructura que pudiera haberse llamado de castas: (peninsulares, criollos, mestizos, negros, y sus diversas combinaciones), persistió, y en ese esquema los indígenas mayas ocuparon siempre el lugar inferior en la escala social. Fue a partir de estas realidades como se incubó y fraguó uno de los procesos de rebeldía más encarnizados que se dio en el México independiente ya entrado el siglo XIX: se le denominó guerra de Castas.
Esta sublevación maya inició el 30 de julio de 1847, tras el fusilamiento de Manuel Antonio Ay, una vez que fue descubierta una conjura en contra del poder y la autoridad instituida en el Yucatán de mediados del siglo XIX, al habérsele encontrado una carta de Cecilio Chi, en la que se discutía la estrategia de la lucha maya que querían emprender en contra de los blancos y mestizos que los sojuzgaban.
Cuando los mayas sublevados se percataron de que el exterminio de la población yucateca de origen europeo no podría realizarse, encauzaron la idea de constituir una sociedad independiente y autónoma organizando a los pueblos insurrectos del oriente de la península de Yucatán. Florentino Chan y José Venancio Pec capitanearon a partir de octubre de 1849 este proyecto independentista. Los pueblos rebeldes nombraron a sus “reyes y demás mandatarios” según la antigua costumbre, dándose un gobierno indígena y comenzaron a formar asentamientos en el territorio rebelde con capital en la población de Chan Santa Cruz.
El estado maya del Oriente no tardó mucho tiempo en organizarse. En 1850 los mayas rebeldes ocupaban diversos asentamientos en la selva oriental que, finalmente se convertiría en su región de refugio durante medio siglo. El rebelde José María Barrera, en búsqueda de un sitio donde refugiarse encontró, cerca de un cenote ubicado en un rancho abandonado, un árbol de caoba en el que estaba grabada una cruz que fue considerada como “santa”. En este sitio Barrera fabricó una cruz que colocó en una plataforma y con el auxilio de Manuel Nahuat, que era ventrílocuo, hizo que la gente creyera que la cruz se comunicaba con ella. Con este método exhortó a los rebeldes a continuar su lucha en contra de los blancos. Los indígenas creyeron en el poder de esta cruz parlante y se establecieron ahí, fundando el pueblo de Chan Santa Cruz. Con ello dio inicio la sociedad denominada los Cruzoob. El asentamiento creció y llegó a contar con el reconocimiento de los demás ranchos establecidos por los rebeldes.
De esta forma la población de Chan Santa Cruz se colocó en el centro de la alianza de los mayas rebeldes insumisos y a partir de su fundación transformó la guerra de castas de Yucatán en un enfrentamiento de dos grupos diferenciados: los "blancos" con base en Mérida y los cruzoob cuya capital fue precisamente Chan Santa Cruz y que se propagó hacia el sudeste hasta llegar a Bacalar y, en dirección al noroeste, hasta la antigua ciudad maya de Tulum, en la costa del Caribe.

## El liderazgo de Román Pec
En esta nación maya, con ejército y gobierno propio, fue donde ejerció su liderazgo Román Pec poco antes y después de los tratados (Spencer - Mariscal) en 1893 entre México e Inglaterra.
Con mano dura, implacablemente, Pec trató de aislar a su pueblo de todo contacto con los blancos y ejerció el poder de la cruz parlante para inducir a los indígenas a actuar conforme a sus designios. Se le atribuye haber escrito un sermón en 1887 mediante el cual anunció que la cruz le había confiado la necesidad de castigar con 50 latigazos a todos los que se atrevieran a pactar con los enemigos blancos (los ingleses de Belice, el ejército federal mexicano y el ejército local yucateco).
El historiador estadounidense Nelson Reed plantea en su libro La Guerra de Castas en Yucatán que seguramente Pec percibió que como resultado del tratado firmado con Inglaterra los indígenas se quedarían sin su fuente de suministro de armas (obtenidas de Belice) y por tanto a merced de sus enemigos, los blancos de Yucatán.
Se cuenta que en una ocasión el lugarteniente de Pec, Crescencio Puc, se atrevió a invitar a un sacerdote católico al pueblo de Chan Santa Cruz. Al enterarse, Román Pec hizo volver de inmediato al prelado y ordenó la ejecución de Puc. Otros dos de su ayudantes también fueron ejecutados porque se sospechó que tenían tratos con militares mexicanos que actuaban en la zona de Belice y que buscaban la firma de acuerdos de paz con ellos.
Román Pec murió asesinado a machetazos en diciembre de 1895 y lo sucedió Felipe Yama en el liderazgo rebelde, que no se extinguió sino hasta la capitulación de los mayas, después de la toma de Chan Santa Cruz por las tropas mexicanas del general Ignacio A. Bravo, en 1902.